# 八重山地震
八重山地震（やえやまじしん）は、1771年4月24日（明和8年3月10日）午前8時頃に八重山列島近海を震源として発生した地震である。
この地震が引き起こした大津波により先島諸島が大きな被害を受けた。この大津波は、牧野清による『八重山の明和大津波』（1968年）以降、日本の元号を取って明和の大津波とも呼ばれている。

## 概要
地震発生のメカニズムは、フィリピン海プレートがユーラシアプレートの下に沈み込むために生ずる、歪みがもとで発生した海溝型地震と考えられており、地震によって発生した海底地すべりが大津波を引き起こしたとされる。
東北大学災害科学国際研究所の調査によれば、津波で陸に打ち上がったと伝えられるサンゴ巨礫（津波石）を南西諸島の10の島において調査した結果、高波に由来する巨礫が全域に分布するのに対して、津波に由来するものは宮古列島や八重山列島に限られ、それより北の奄美諸島や沖縄諸島では発見されなかった。これによって地震による津波の範囲が限定的であったことが明確となり、過去2,400年間にわたって約150 - 400年周期で大規模な津波が来襲したという、別の調査の結果が裏付けられた。

### 地震の規模
当初この地震のマグニチュードは7.4と推定されていたが、その根拠は不明な点が多い。これは河角廣 (1951) が規模MK = 5.1を推定し、マグニチュードに換算したものであるが、河角は震央位置を示していない。
対して琉球大学理学部の中村衛は、石垣島と多良間島の中間に位置する正断層（仮称：石垣島東断層）の活動により地震および津波が起こったと推測し、シミュレーションの結果から、マグニチュードを7.5と見積もった。しかし、更なるシミュレーションの結果、琉球海溝内の断層の活動により、深さ6キロメートル、M8程度の津波地震が起こった可能性が高いとしている。阿部勝征(1999)は、津波マグニチュードMt8.5と推定している。中村衛 (2014) はMw8.7程度のプレート境界地震とするのが妥当としているが、分岐断層や海底地すべりの可能性も考慮すべきだろうとしている。一方、2010年代以降の調査では、この地震によって形成されたと推測される変異地形が発見され、2018年には激しい地震動を伴う地震であったと報告された。

### 発生頻度
2017年12月、琉球大学・静岡大学・産業技術総合研究所などの共同調査グループは、先島諸島で津波堆積物のトレンチ調査を行った結果、過去2,000年間に約600年間隔で1771年八重山地震津波と同規模の津波が4回起きていたとする研究報告を行った。

### 波源域
松本 (1992-1993) らは海底音響探査により海底地すべりを発生させた可能性が高い地形を発見し、北緯23度55分 - 24度00分、東経124度10分 - 124度20分付近と北緯23度40分、東経124度30分付近の2箇所が波源域であった可能性が高いとされた。その後の調査で後者の地点周辺で、長さ80キロメートル以上、幅30キロメートル以上の大規模な海底地すべり痕跡が確認され、津波シミュレーション結果から巨大津波の発生原因が明らかにされた。この海底地すべりは、前弧側に形成された隆起帯が右横ずれ断層（八重山断層帯）の活動によって切られ急斜面を形成し、強震動や地殻変動によって崩壊したと推定されている。

### 大津波の名称
防災システム研究所の山村武彦によれば、従来、地元ではこの地震による津波は乾隆大津波または八重山大津波と呼ばれていたと考えられ、前者の名称については、この地震の発生年が当時の琉球王国が使用していた中国の元号で乾隆（けんりゅう）36年に当たることに由来しているとする。明和の大津波と呼ばれるようになった経緯は頭述の通りであるとしている。

## 被害

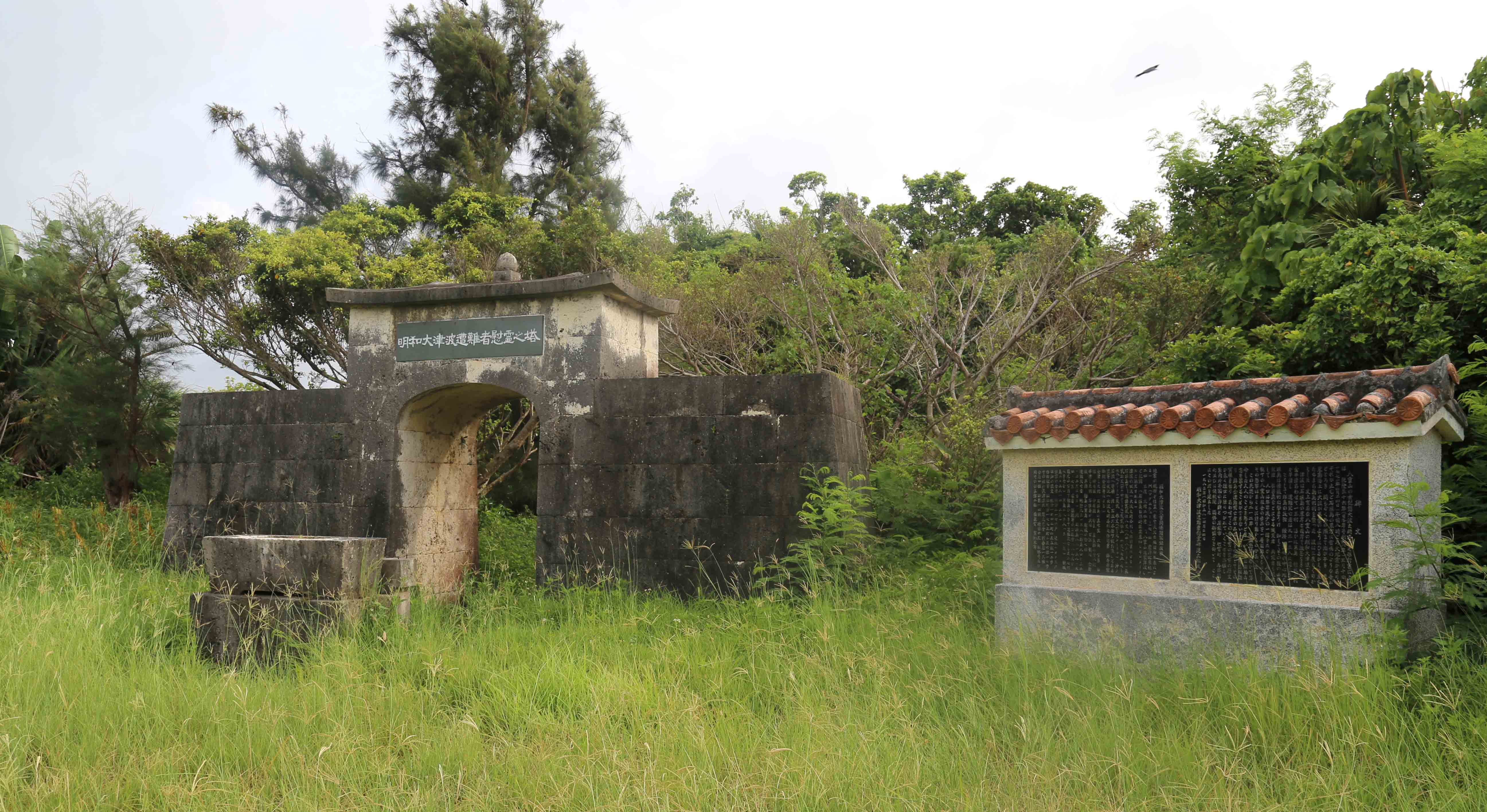
明和大津波遭難者慰霊之塔（石垣島宮良）

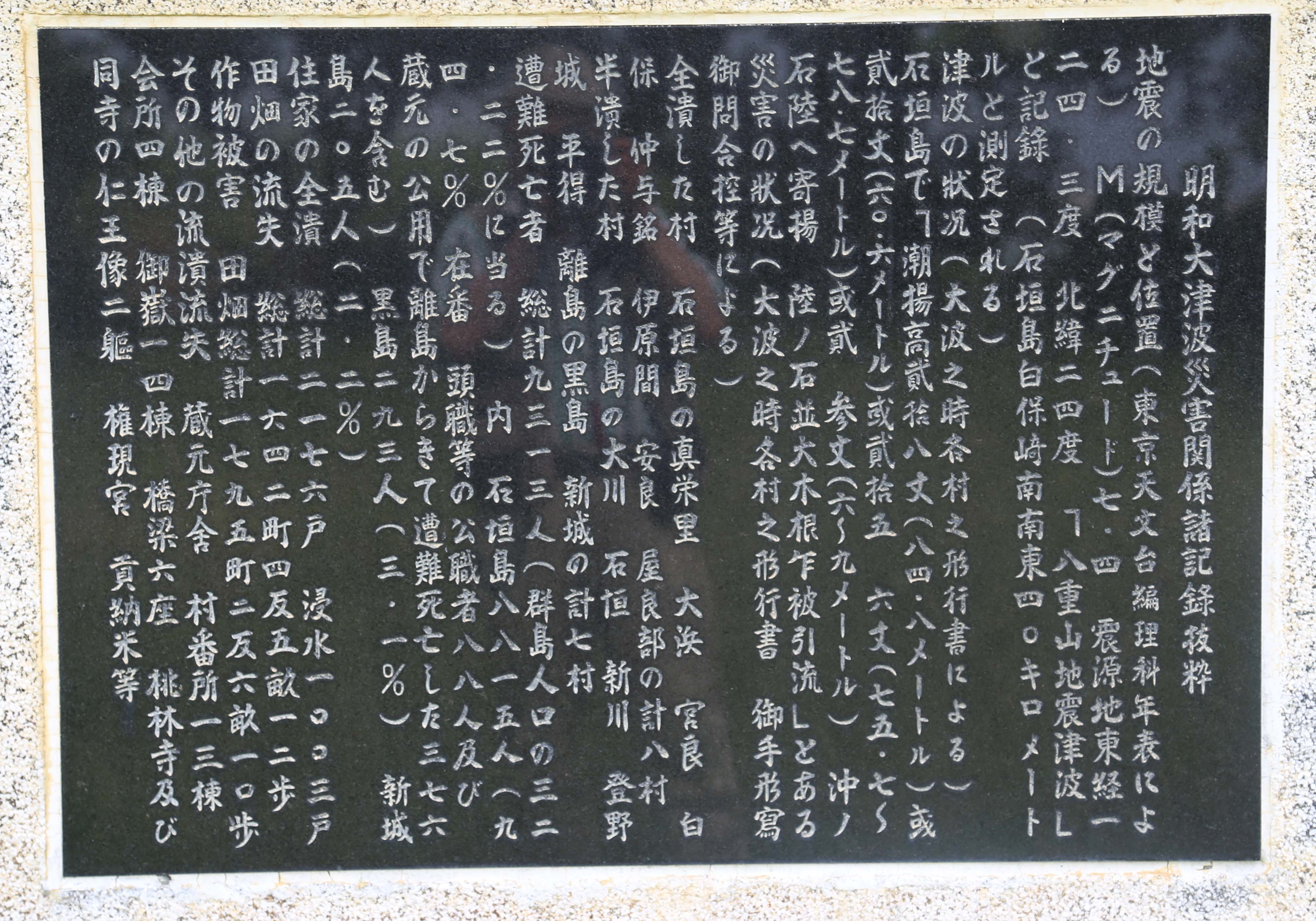
明和大津波災害関連諸記録抜粋

### 地震動
石垣島における震度は4程度と推定され、地震動による大きな被害はなかったとされていたが、2018年の報告によれば1771年の津波堆積物の下の層から地割れなどの痕跡が発見された。地震動の記録としては『琉球旧海主日記』に「本国及久米、慶良間島地震アリ、宮古島及八重山島ニテ又地震アリテ、海浪騰湧シ、土地人民ニ損害多シ」とあり、石垣島の状況を記した岩崎卓爾著『ひるぎの一葉』には「朝五ツ時頃、地ヤヤ強ク震フヤ海潮遠ク退キ」とある。
| 地域                                      | 推定震度                                                                 |
| ----------------------------------------- | ------------------------------------------------------------------------ |
| 琉球                                      | 沖縄 (e), 慶良間島 (e), 久米島 (e), 宮古島 (e), 石垣島 (S), 与那国島 (e) |
| S: 強地震(≧4), E: 大地震(≧4), e: 地震(≦3) |                                                                          |

### 津波
震害はなかったが、地震により最大遡上高30メートル程度の大津波が発生し、宮古・八重山両列島で死者・行方不明者約11,000人・家屋流失約2,000戸という惨事になった。石垣島では潮が引いて青、緑、紅、紫熱帯色の色彩眩き大小の魚がサンゴ礁の根株の下に跳躍し、婦女、小児がこれを捕えているところに、しばらくして東方洋中に二条の暗雲が垂れ込め、砕けて激しき暴潮漲溢が弃馬の如く狂い、繰り返し襲って来た（『ひるぎの一葉』）。
八重山諸島では死者約9,200人、生存者約19,000人で、14の村が流され、津波の直接の被害として死者・行方不明者は住民の約3分の1にのぼった。耕作可能地の多くが塩害の影響を受け、農作物の生産が低迷し、社会基盤が破壊された。津波発生の翌年6月頃より、疫癘の流行が白保村から始まり、環境衛生が極度に悪化して伝染病が流行したと推定され、古老らによって「イキリ」と伝承されているが、これは疫痢のこととされる（『奇妙変異記』）。強制移住や翌年の飢饉と疫病の流行によって、八重山で死者約5,000人を出した。その後の1776年、1802年、1838年、1852年と飢饉や疫病が続き、約100年後の明治時代初頭の八重山諸島の人口は、地震前の4割から3割程度にまで減少した。
石垣島における津波の最大遡上高について、『大波之時各村之形行書』は宮良村で「二十八丈二尺」（85.4メートル）に達したと記録している。しかし、溯上高の測量は「戸高」で行ったとされており家の戸板をスケールとした精度の低い測量であると考えられることや、85メートルより低い標高に位置する井戸が被害を受けなかったとの記録があることなどから、85.4メートルという遡上高は否定されており、この津波の遡上高を日本史上最高とするのは不適切である。津波が石垣島の宮良湾から名蔵湾へ縦断したという話を挙げて、これが85メートルの遡上高を示唆する言い伝えとされることがあるが、この話は牧野の著書に基づくもので、古文書の記録には存在しない。
GPSによる測量や数値計算の結果などから、遡上高の最大は石垣島南東部で30メートル程度と推定されている。多良間島の津波の遡上高は18メートル程度と推定されている。また、石垣島における津波石の分布と年代調査を行った加藤祐三(1987)は、遡上高を25メートル程度としている。
| 地域     | 地域                                                  | 推定波高・遡上高                                                                     | 推定波高・遡上高 | 推定波高・遡上高 |
| 地域     | 地域                                                  | 古文書の記録『大波之時各村之形行書』死者 / 流家 / 遡上高                             | メートル換算。   | 河名 (2000)      |
| -------- | ----------------------------------------------------- | ------------------------------------------------------------------------------------ | ---------------- | ---------------- |
| 大川村   | 現：石垣市                                            | 大波の時左の通引崩 / 男女四百十二人/家数百七十四軒 / 潮上り戸高三丈四寸              | 9.2m             | 9m               |
| 石垣村   | 現：石垣市                                            | 男女三百十一人 / 家数四十八軒 / 潮上り戸高三丈四寸                                   | 9.2m             | 9m               |
| 新川村   | 現：石垣市                                            | 男女二百十三人 / 家数百三十九軒 / 潮上り戸高二丈七尺                                 | 8.2m             | 8m               |
| 登野城村 | 現：石垣市                                            | 男女六百二十四人 / 家数百八十四軒 / 潮上りとたけ四丈三寸                             | 12.2m            | 12m              |
| 平得村   | 現：石垣市                                            | 男女五百六十人 / 家数百七十八軒 / 潮上り戸高八丈六尺                                 | 26.0m            | 12m              |
| 真栄里村 | 現：石垣市                                            | 男女九百八人 / 家数百七十六軒 / 潮上りとたけ六丈四尺                                 | 19.4m            | <12m             |
| 大浜村   | 現：石垣市                                            | 男女千二百二十七人〔ママ〕千二百八十七人 / 家数二百十軒 / 潮上りとたけ十四丈五尺八寸 | 44.2m            | 30m/20m          |
| 宮良村   | 現：石垣市                                            | 男女千五十人 / 家数百四十四九軒 / 潮上り戸高二十八丈二尺                             | 85.4m            |                  |
| 白保村   | 現：石垣市                                            | 男女千五百四十六人 / 家数二百三十四軒 / 潮上り戸高十九丈八尺                         | 60.0m            | 30m              |
| 桃里村   | 現：石垣市                                            | 潮上りとたけ三丈二尺                                                                 | 9.7m             | 25m              |
| 仲興銘村 | 現：石垣市                                            | 男女二百八十三人 / 家数五十二軒 / 潮上りとたけ三丈五尺四寸                           | 10.7m            |                  |
| 嘉良嵩   | 現：石垣市                                            | 潮上りとたけ十三丈一尺五寸                                                           | 39.8m            |                  |
| 野原     | 現：石垣市                                            | 潮上りとたけ十五丈四尺                                                               | 46.7m            |                  |
| 伊原間村 | 現：石垣市                                            | 男女六百二十五人 / 家数九十軒 / 潮上りとたけ十丈八尺                                 | 32.7m            | 33m              |
| 玉取崎   | 現：石垣市                                            | 潮上りとたけ十丈六尺                                                                 | 32.1m            |                  |
| 安良村   | 現：石垣市                                            | 男女四百六十一人 / 家数百八十四軒 / 潮上りとたけ十八丈六八尺三寸                     | 56.4m            |                  |
| 平久保村 | 現：石垣市                                            | 男女二十五人 / 家数十五軒                                                            |                  | 4m               |
| 野底村   | 現：石垣市                                            | 男女二十四人                                                                         |                  |                  |
| 浮海村   | 現：石垣市                                            | 男女二十三人                                                                         |                  |                  |
| 川平村   | 現：石垣市                                            | 男女三十二人                                                                         |                  |                  |
| 崎枝村   | 現：石垣市                                            | 男女五人                                                                             |                  |                  |
| 屋良部村 | 現：石垣市                                            | 潮上りとたけ一丈九尺                                                                 | 5.8m             |                  |
| 玉取崎   | 現：石垣市                                            | 潮上りとたけ十丈六尺                                                                 | 32.1m            |                  |
| 名蔵村   | 現：石垣市                                            | 男女五十人                                                                           |                  |                  |
| 富崎村   | 現：石垣市                                            | 潮上り戸高二丈九尺八寸                                                               | 9.0m             |                  |
| 竹富村   | 現：竹富町                                            | 男女二十七人                                                                         |                  |                  |
| 黒島     | 現：竹富町                                            | 男女二百九十三人、但、居村並公事ニ付石垣方ヘ罷渡溺死 / 家数八十五軒                  |                  | 5m               |
| 新城村   | 現：竹富町                                            | 男女二百五人、但、居村並公事ニ付石垣方ヘ罷渡溺死 / 家数百八十四軒                    |                  |                  |
| 波照間村 | 現：竹富町                                            | 男女十四人、但、公事ニ付石垣方ヘ罷渡溺死                                             |                  |                  |
| 南風見村 | 現：竹富町西表島                                      | 男女十一人、但、公事ニ付石垣方ヘ罷渡溺死 / 家数七軒                                  |                  | 5m               |
| 崎山村   | 男女二十三人、但、公事ニ付石垣方ヘ罷渡溺死 / 家数二軒 |                                                                                      |                  |                  |
| 西表村   | 現：竹富町                                            | 男女六十二人、但、公事ニ付石垣方ヘ罷渡溺死                                           |                  |                  |
| 上原村   | 現：竹富町                                            | 男女三十六人、但、公事ニ付石垣方ヘ罷渡溺死                                           |                  |                  |
| 鳩間村   | 現：竹富町                                            | 男女二人、但、公事ニ付石垣方ヘ罷渡溺死                                               |                  |                  |
| 古見村   | 現：竹富町                                            | 男女百五十一人、但、公事並私用ニ付石垣方ヘ罷渡溺死                                   |                  |                  |
| 仲間村   | 現：竹富町                                            | 男女五人、但、公事ニ付石垣方ヘ罷渡溺死                                               |                  |                  |
| 小浜村   | 現：竹富町                                            | 男女九人、但、公事ニ付石垣方ヘ罷渡溺死                                               |                  |                  |
| 与那国嶋 | 現：与那国町                                          | 人命ノ怪我無之村所並御嶽井数田畑諸作無別条候                                         |                  |                  |
| 多良間島 | 現：多良間村                                          | 大波揚は多良間島も宮古と同様『宮古島在番記』                                         |                  | 15m              |
| 宮古島   | 現：宮古島市                                          | 宮国、新里、砂川、友利四ヶ村人家引き流される『宮古島在番記』                         |                  | 10m              |

また、房総半島では、『諸色覚日記』に安房館山（現・館山市）の記録として「三月十日昼四ツ時房州、布良相浜の海辺は、不思議なことに度々汐の差引あり。船を残らず畑の際まで引揚げた。」とあり、土佐では『世用日記一』に同日、室津に浪入りがあったと記されている。
八重山列島の竹富島、波照間島、西表島等では津波の被害は受けなかったが、石垣島に行っていた島民が石垣島で被災した。ただし、黒島等では石垣島に出かけていた島民のほかに、島にいた島民にも死者が出た。

## 津波石
石垣島東海岸の津波石群として天然記念物に指定されている石垣島東岸の津波石のうち、高こるせ石、あまたりや潮荒、安良大かね、バリ石は、『大波之時各村之形行書』末尾の『奇妙変異記』での記録などから、この地震の津波で移動したものと考えられている。ただし、高こるせ石は約2,000年前の津波でも動いているとされる。また、津波石群のうち、津波大石は明和の大津波ではなく約2,000年前の津波で打ち上げられたものとされる。
宮古島の南東の東平安名崎周辺には多数の津波石があり、そのうち、マイバーバマ（マイバー浜）にある複数の津波石には、1771年の津波のほか、それ以前の津波によって運ばれたものがあることが報告されている。
宮古島の北西に位置する下地島にある帯岩は、明和の津波で打ち上げられたといわれるが、近年の研究では下地島での津波の遡上高は12.3メートルであり、帯岩はこの津波では動いていないともされる。伊良部島から下地島にかけての佐和田の浜に点在する巨岩の中にも、明和の津波で移動したものがあるが、それ以前の津波で運ばれたものもあるとされる。

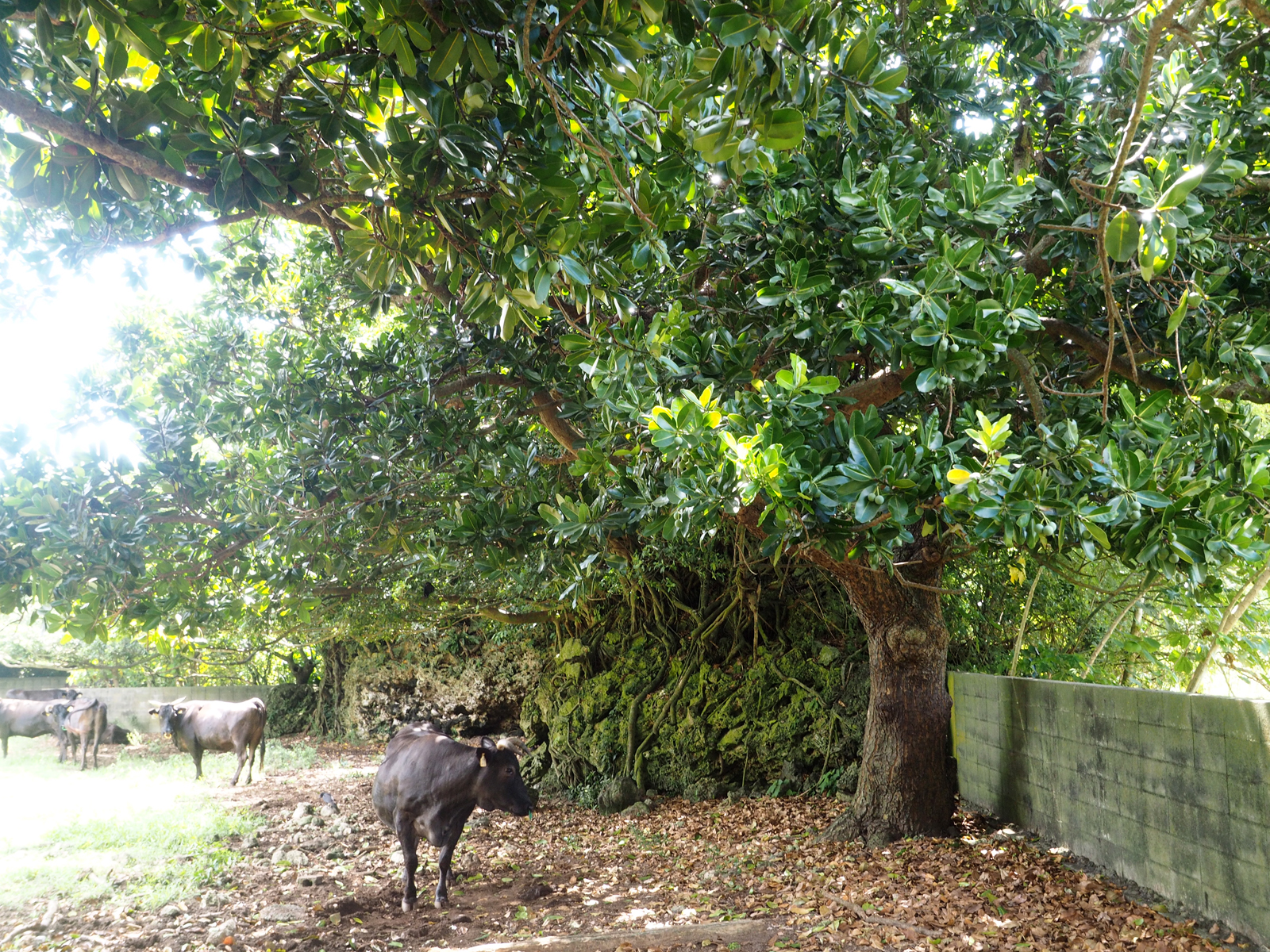
高こるせ石
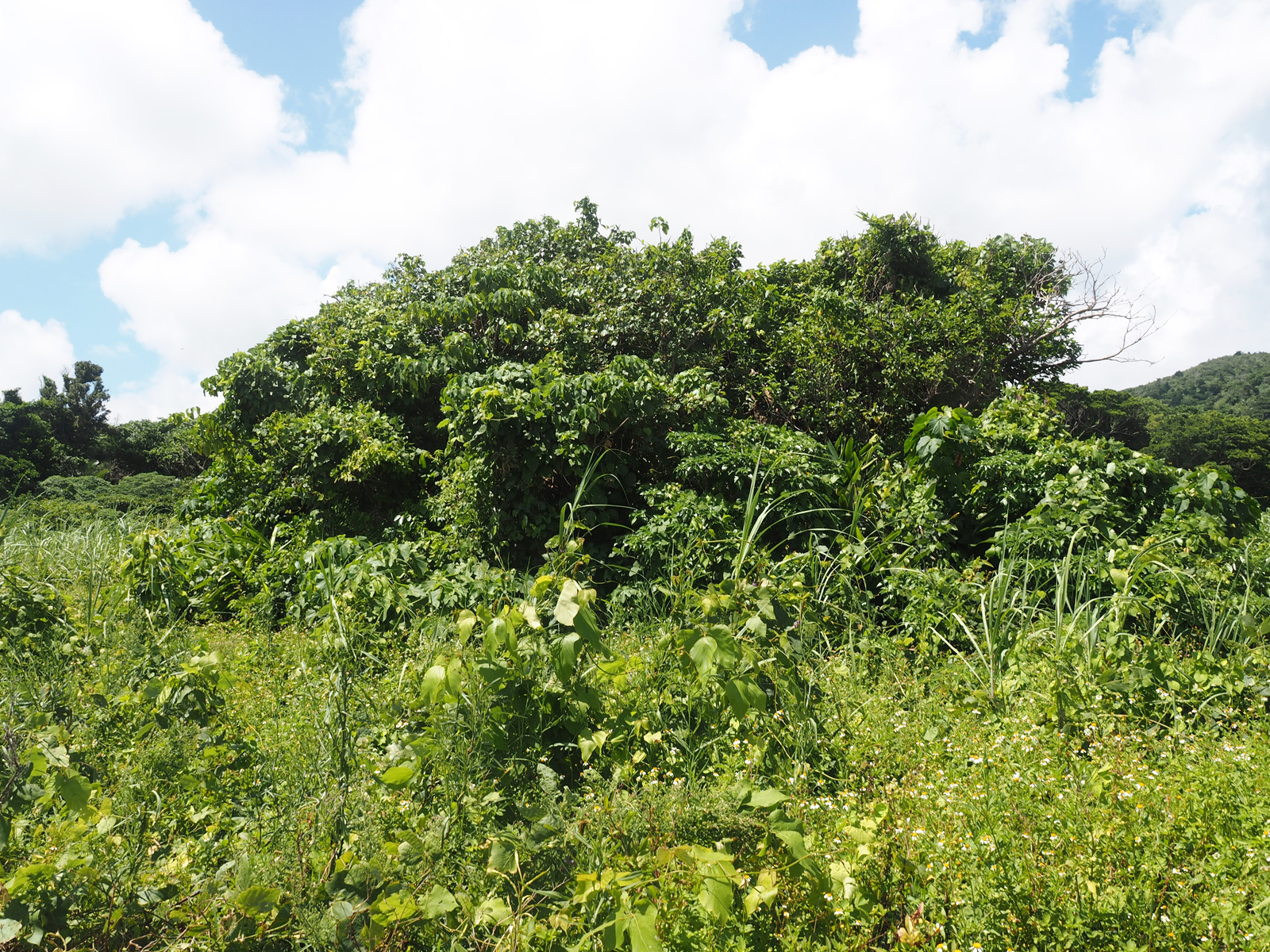
あまたりや潮荒
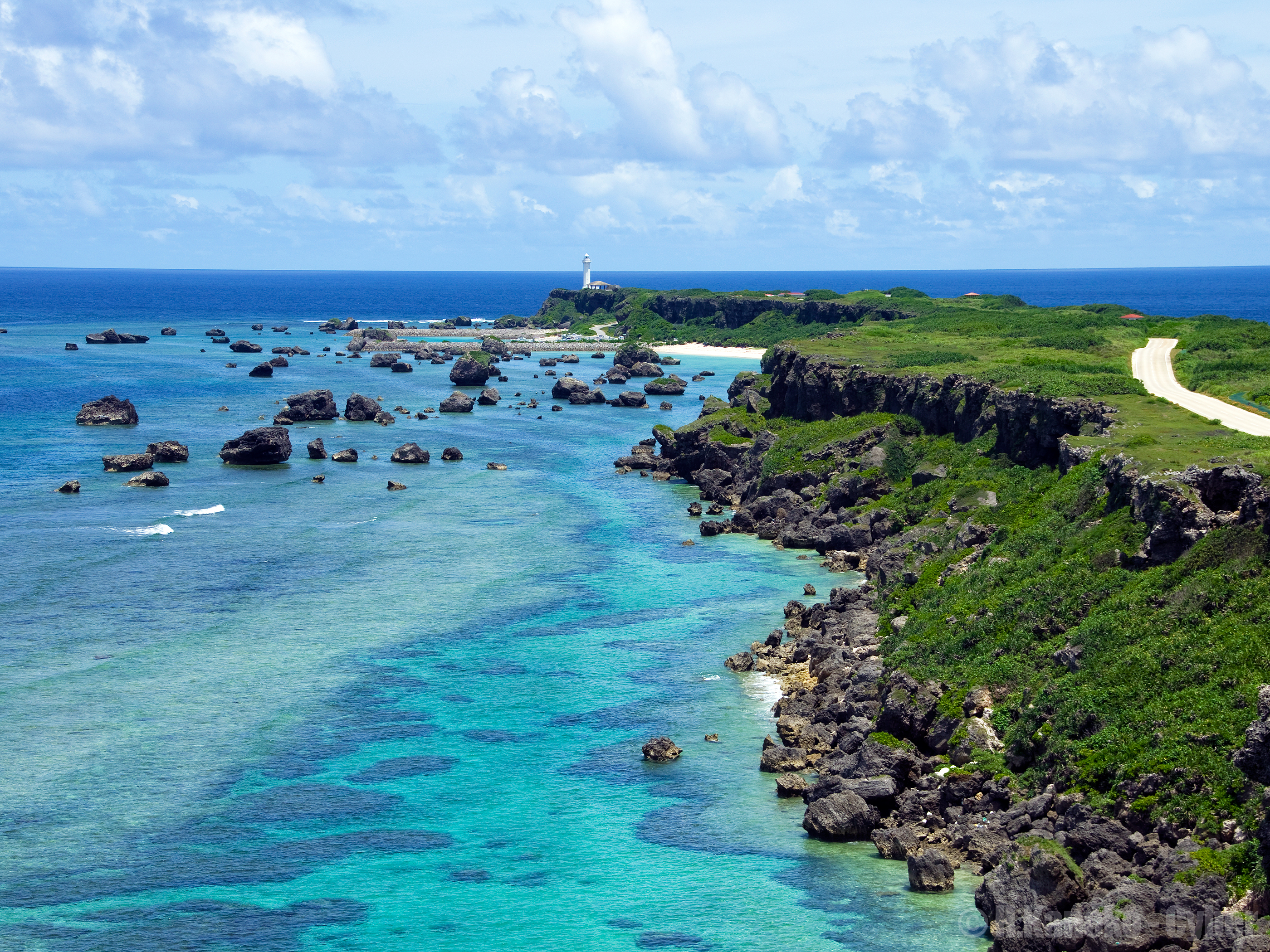
東平安名崎
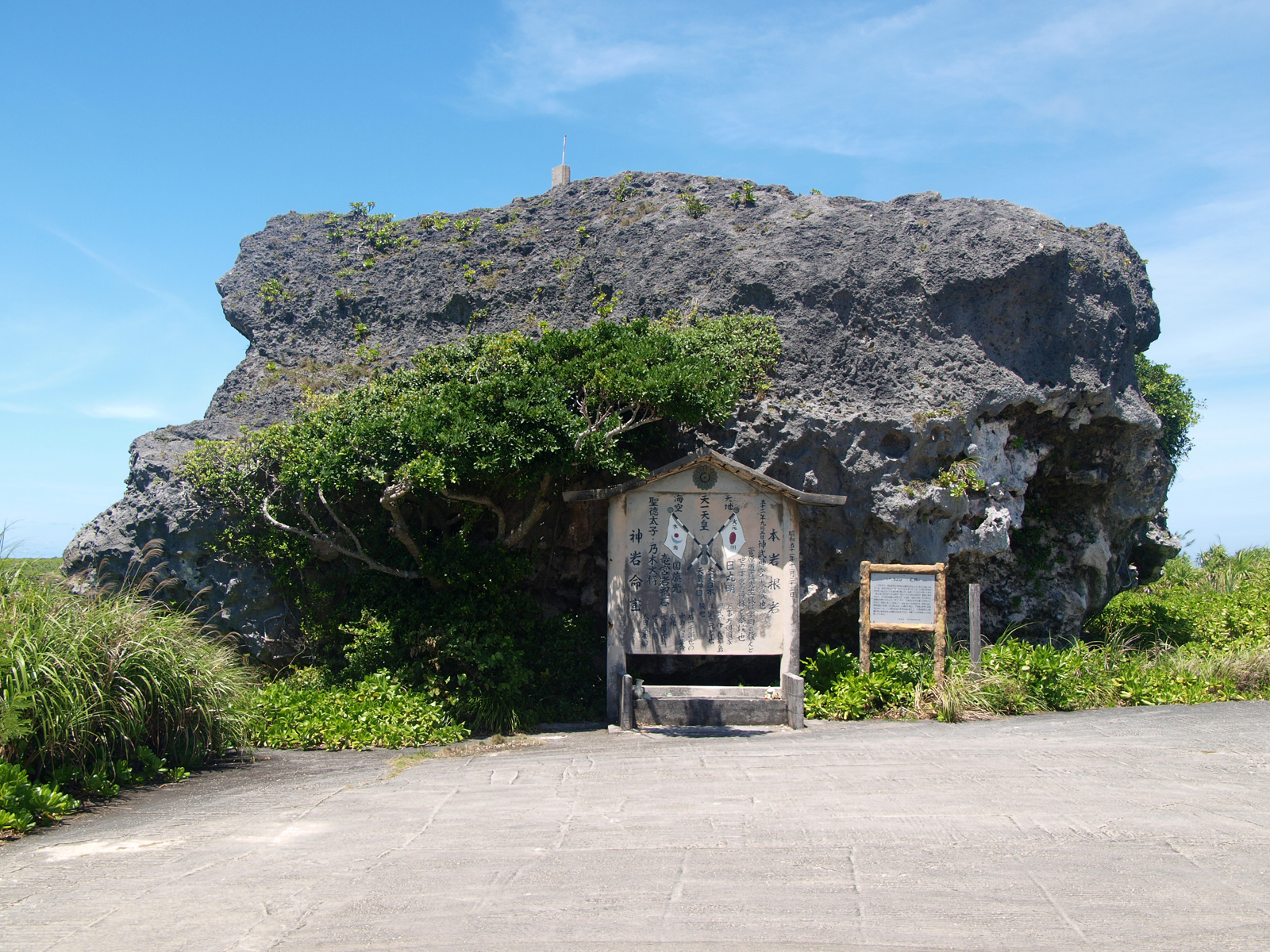
帯岩
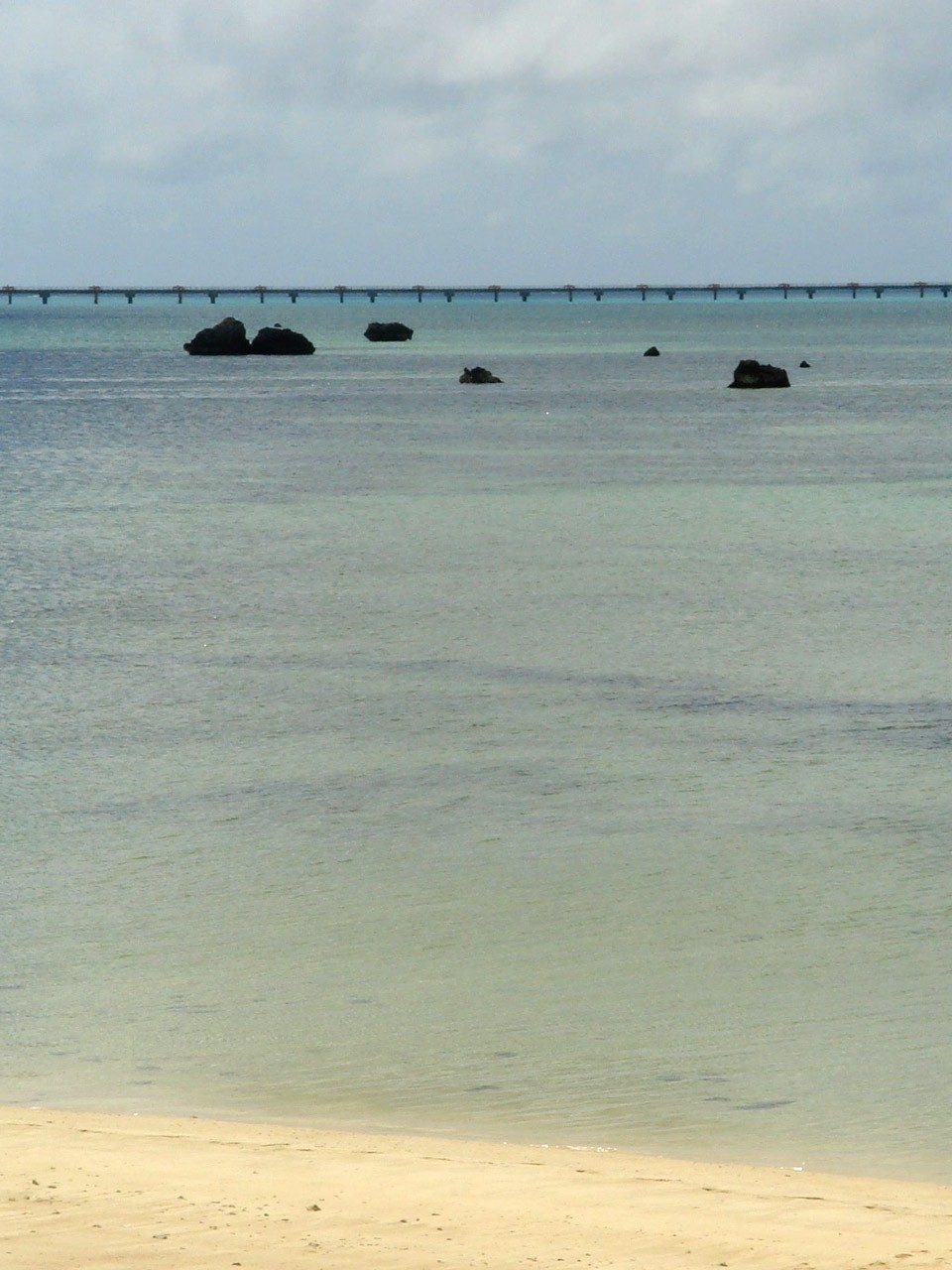
佐和田の浜

## 復興
琉球王朝は被害地域の復興のため、被害の大きかった地域に、他の島から入植させる政策を取った。最も被害が大きかった白保村には波照間島から418人、隣接する宮良村には小浜島から320人の島民が移り住んだ。
もともと違う方言を話していた地域から移り住んだため、これらの地区の方言、風習、芸能には21世紀になっても石垣市街の中心部とは違いが見られる。また、移住者は自分たちのために御嶽と呼ばれる祈祷の場を新たに設けたため、村内に複数の御嶽が存在する。

## 伝説
石垣島では、この大地震に関する伝説がある。ある日「野原（ぬばれ）村」（現在はない）の漁師達が漁で人魚を捕獲してしまい、その人魚を放すお礼に人魚から大津波が来ることを教えられた。野原村の村人はその言葉を信じ山に逃げ、津波の事を隣村の白保村に伝えるために伝達を出した。知らされた白保村では人魚の話など馬鹿げた話だと信じてもらえず、結局信じる人々のみが於茂登岳に避難した。そして津波は起こり、島は津波に飲み込まれてしまう。「大波之時各村之形行書」（おおなみのときかくむらのなりゆきしょ）に記録されたデータでは、この津波による野原村の遡上高は46.7メートルで死者（行方不明者）は2名だけであったが、白保村での遡上高は60メートルに及び、死者（行方不明者）は全村民1,574名中の1,546名で、98.2%が死亡した。
宮古列島下地島の通り池にもこの大地震に関するともされる伝説が残っている。
島が一つ津波に飲み込まれて消えたという伝承があるが、真偽は不明である。